# Espaces ouverts et îles du Mar Menor

Les espaces ouverts et îles du Mar Menor sont un ensemble de sites protégés situés dans le Mar Menor dans la Région de Murcie, appartenant au Réseau Natura 2000 avec une protection en tant que Lieu d'importance communautaire (LIC) mais déjà protégé au plan national depuis 1998. Ces espaces s'étendent sur trois communes riveraines de cette mer: Carthagène (1038,5 hectares), San Javier (119,6 hectares) et Los Alcázares (28 hectares).
Ces espaces protégés comprennent cinq îles d'origine volcanique: 
- Mayor ou del Barón, qui est la plus grande avec 93,8 hectares et une altitude de 104 mètres. Numéro 1 du plan.

- Perdiguera, qui est la plus visitée et dont l'étendue est de 25,8 hectares. Numéro 2 du plan.

- Del Ciervo, avec 16,3 hectares, qui jusqu'à une période récente était reliée à La Manga del Mar Menor par un chemin artificiel qui a maintenant été éliminé. Numéro 9 du plan.

- Redonda, l'une des plus petites. Numéro 10 du plan.

- Del Sujeto, elle aussi très petite, avec 2,4 hectares. Numéro 10 du plan.

Outre ces îles, différents sites sont aussi compris dans le littoral du Mar Menor, et dans la commune de Carthagène: le Carmolí, reste d'un ancien volcan éteint du quaternaire (Numéro 5 du plan); le Cabezo San Ginés, colline calcaire avec des formations karstiques (Numéro 7 du plan); la plage de Las Amoladeras (Numéro 12); le Saladar de Lo Poyo, un pré-salé (Numéro 6); le pré-salé du Carmolí (Numéro 4); les salines de Marchamalo (Numéro 11); le Cabezo (colline) del Sabinar (Numéro 8); et sur la commune de Los Alcázares, la plage de la Hita (Numéro 3).
En juillet 2020 la loi de récupération et protection du Mar Menor a élargi l'espace protégé en incluant sept nouvelles zones humides dans l'environnement de la lagune,: saladar de Los Urrutias, embouchure du Cours de la Carrasquilla (connue sous le nom de Punta Lengua de la Vaca), saladar de Punta de Las Lomas, Punta del Pudrimel, et les lagunes du Cabezo Beaza, de Los Alcázares et de El Algar.
Cet espace est destiné à protéger les environnements propres de cette lagune, fondamentale pour des espèces comme l'aphanius d'Espagne. Et il s'agit aussi de protéger les processus concernés dans la formation et l'origine de ces zones, qui présentent un grand intérêt écologique et naturaliste.

Depuis 2022, le Ministerio para la Transición Ecológica y el Reto Demográfico (MITECO) développe un Cadre d'Actions Prioritaires pour Récupérer le Mar Menor, ambitieux et doté de 675 millions d'euros jusqu'à 2027. Son déroulement est suivi et actualisé par le Ministère qui publie régulièrement l'état d'avancement des actions engagées.

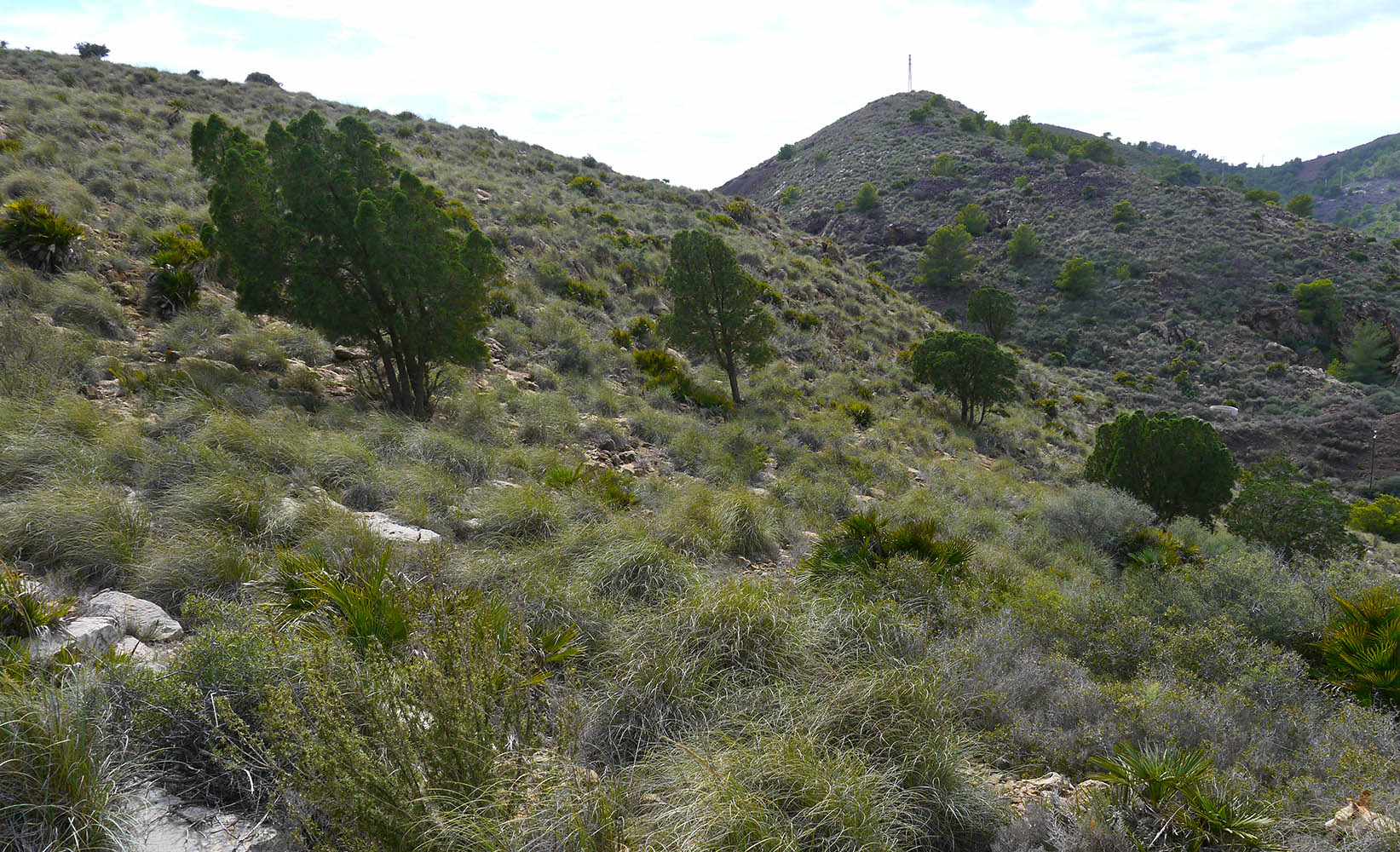
Exemplaires de Cyprés de Cartagena (Tetraclinis articulata) dans el Cabezo del Sabinar.
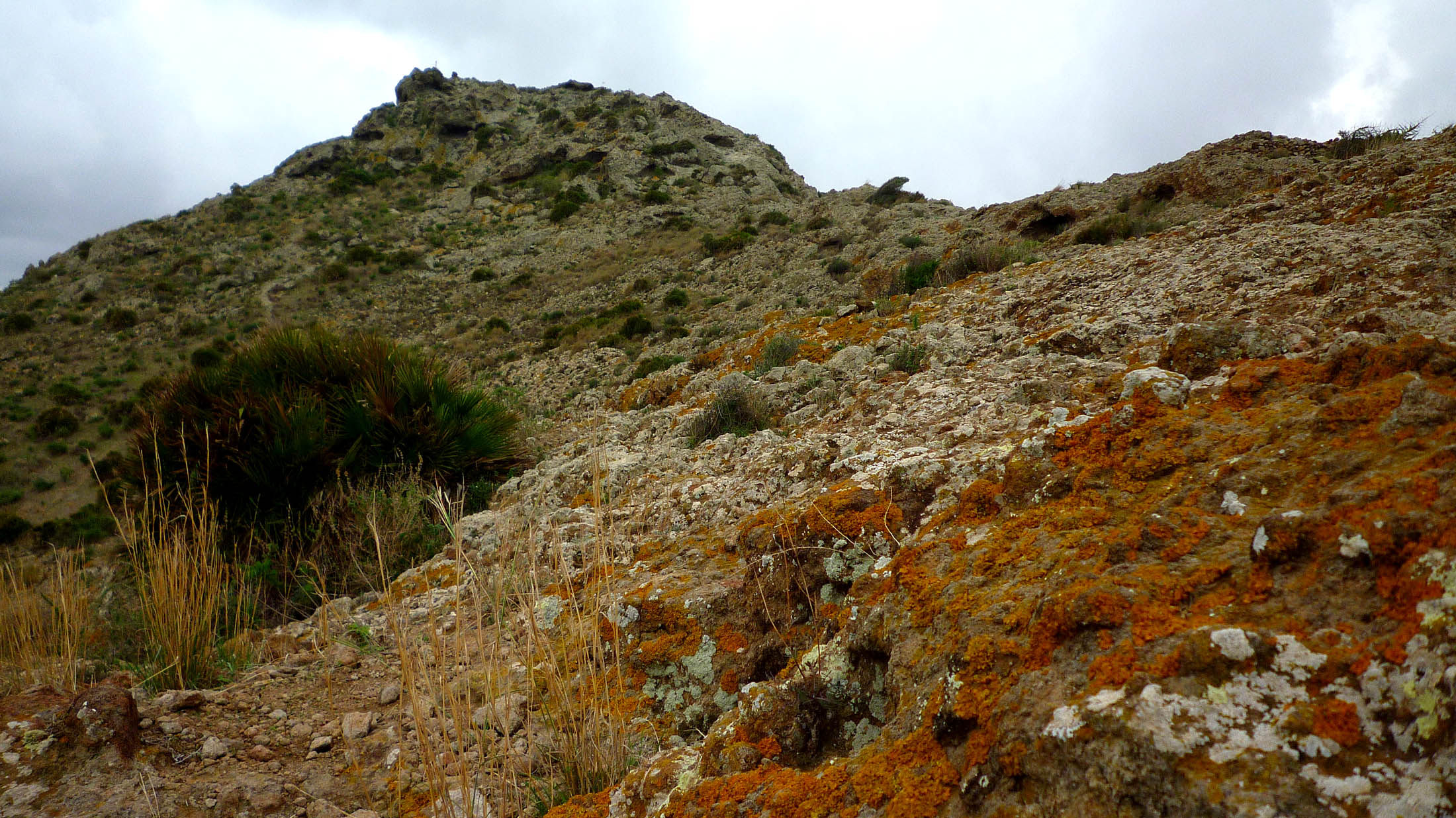
Colline volcanique del Carmolí.
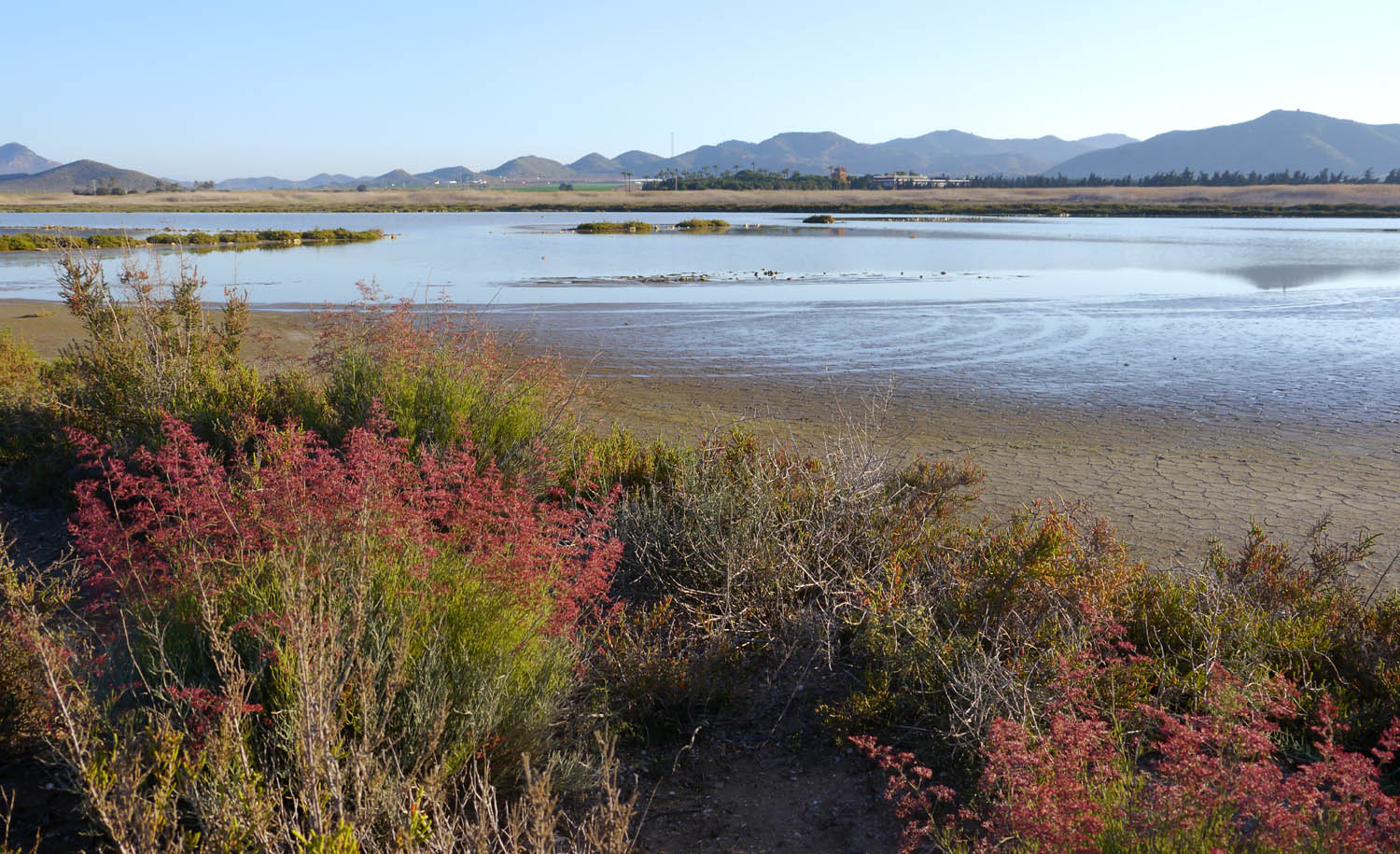
Salines abandonnées de Lo Poyo.
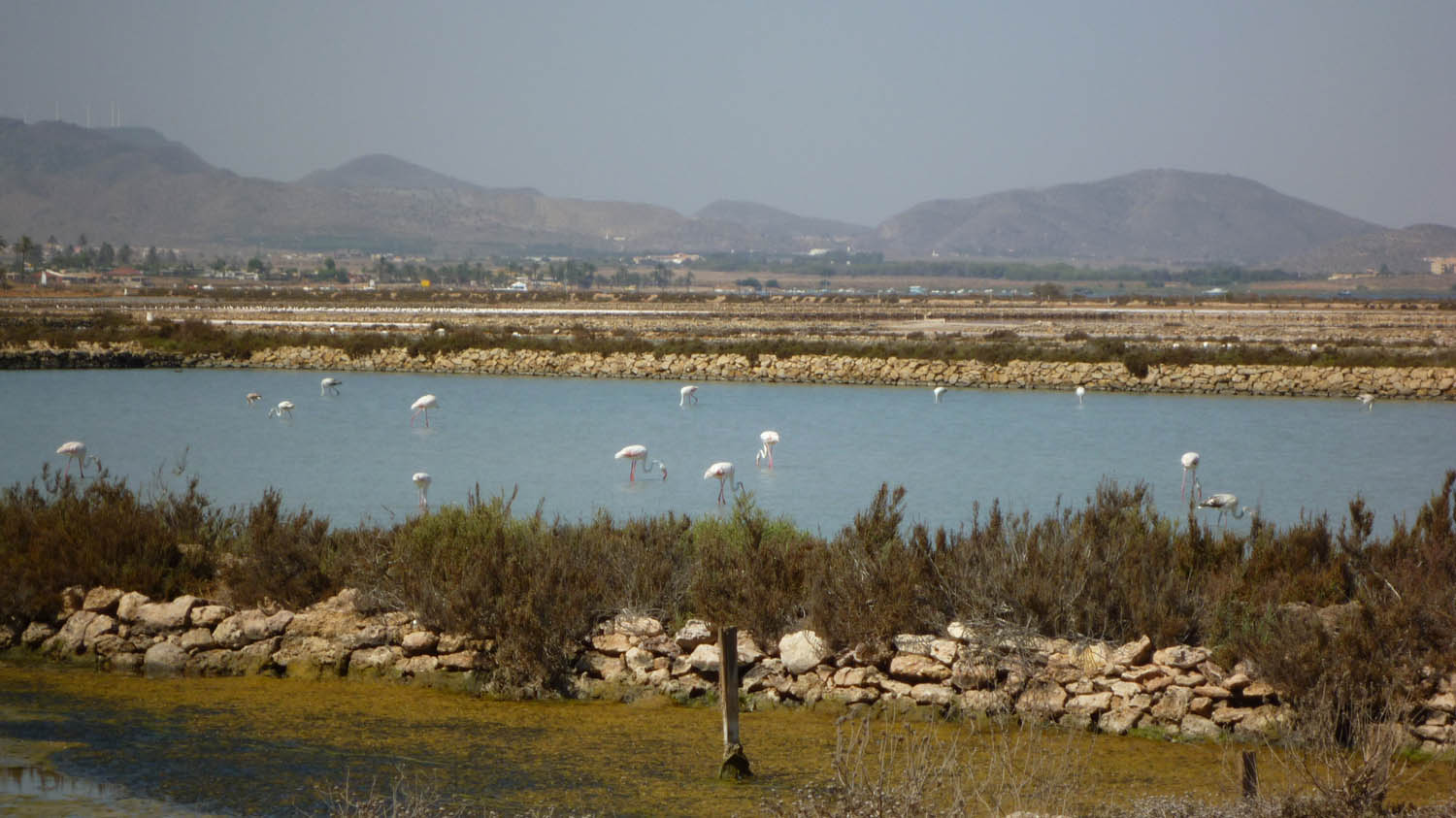
Flamants roses dans les salines de Marchamalo.
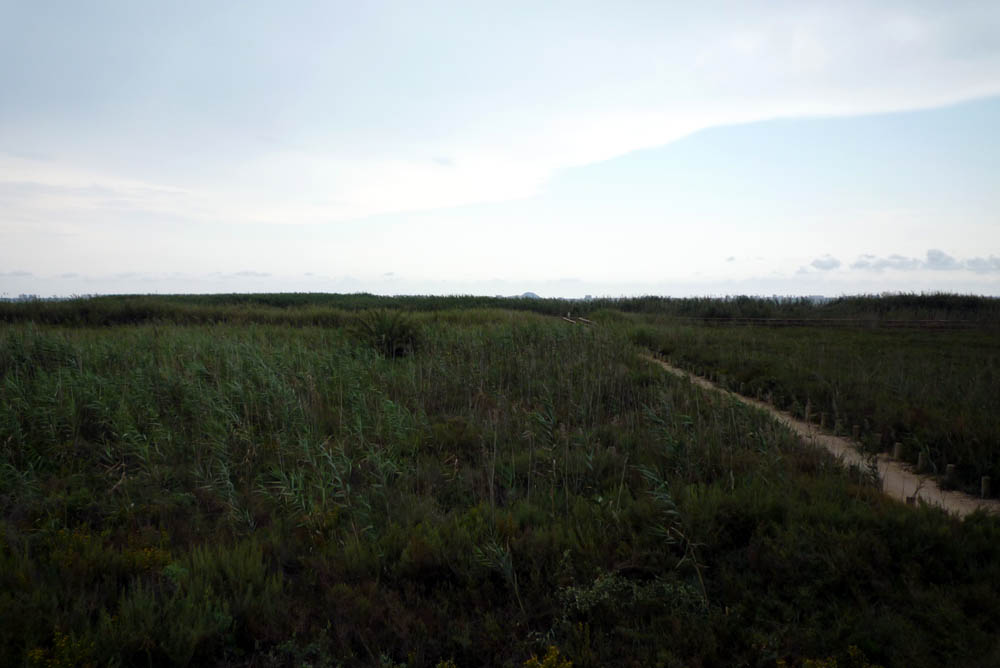
Plage de La Hita
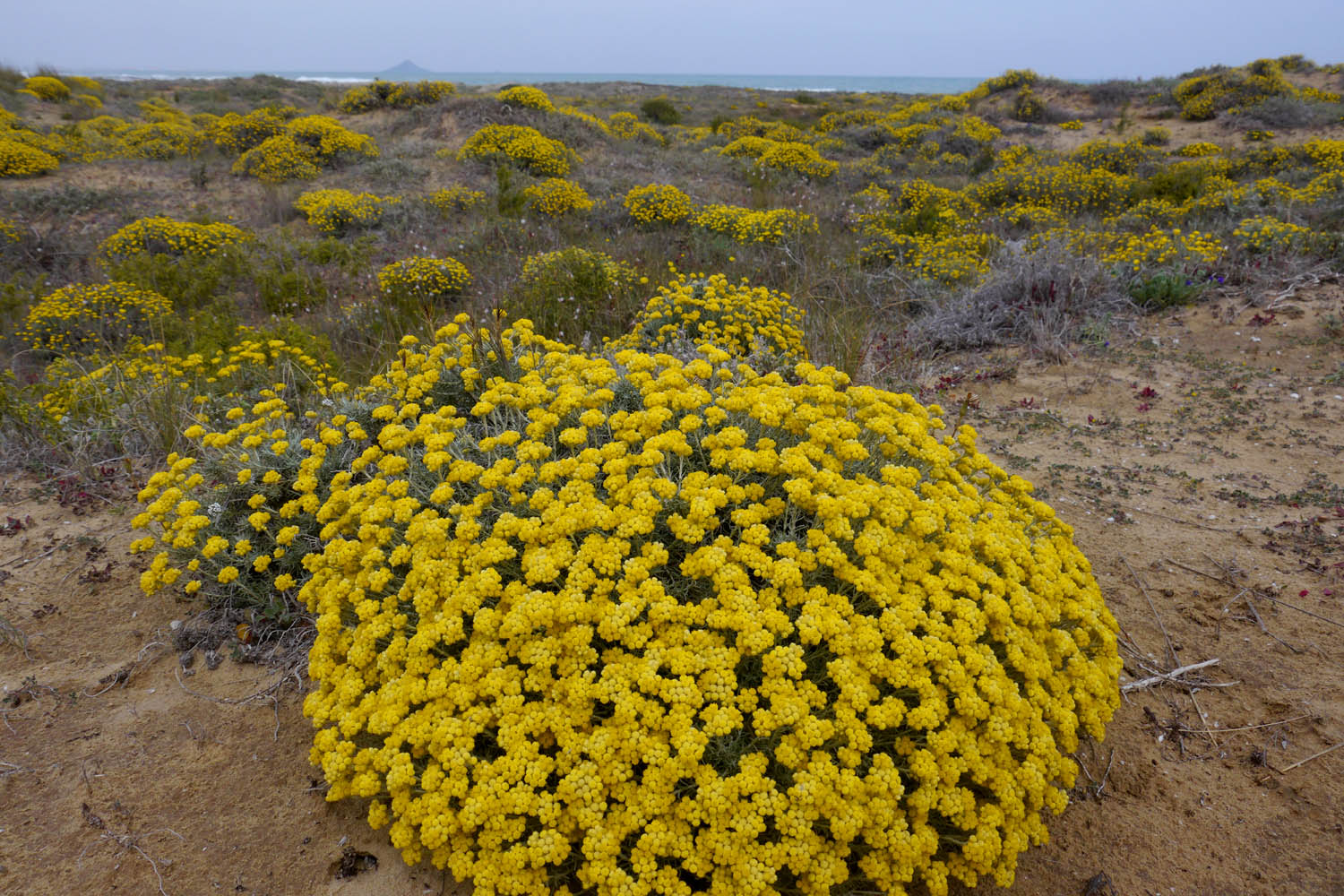
Plage de Las Amoladeras
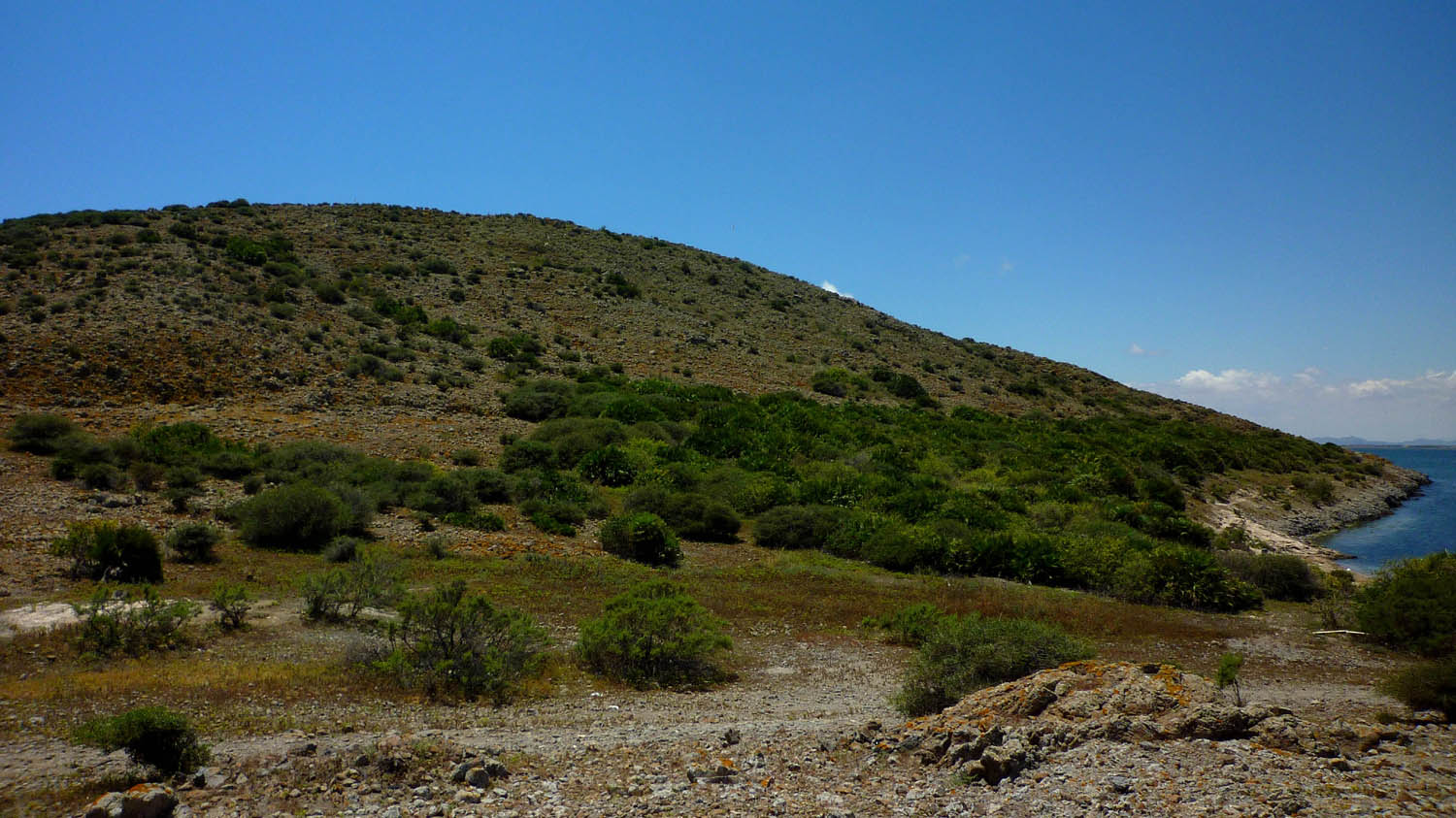
Île del Ciervo
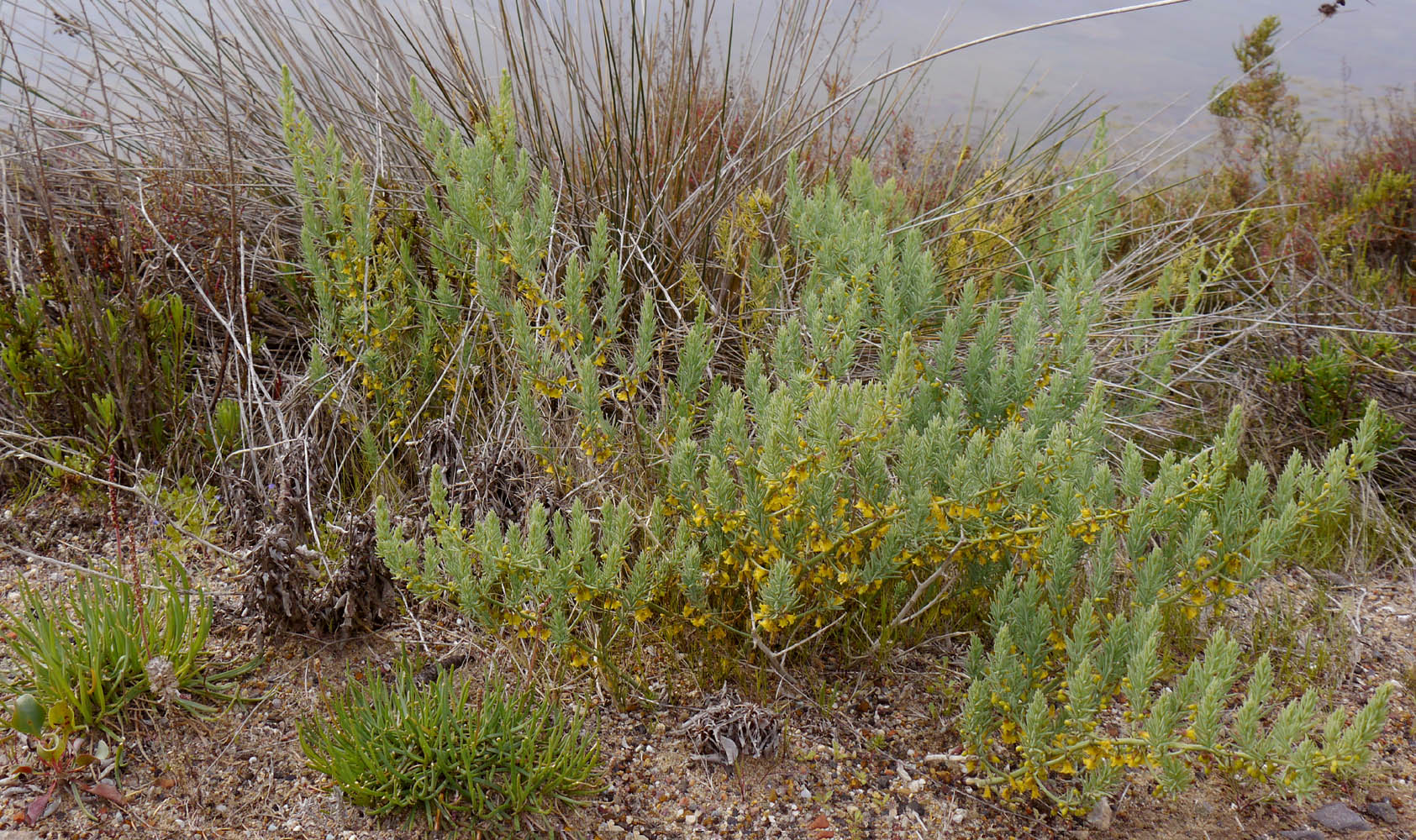
"Esparraguera" du Mar Menor (Asparagus macrorrhizus), endémisme exclusif de l'environnement de la lagune, en grave danger d'extinction.

## Zone humide Saladar de Punta de Las Lomas
Cette zone humide présente les formations suivantes:
- Banc de sable composé de prairies sur la première ligne de la côte, comme la roquette de mer et la soude brûlée.
- Steppe saline, où la disponibilité d'eau est moindre, composée de sparte  et de communautés de limonium.
- Pré-salé, composé de garrigue saline ou halophile dénommée soude, avec de la salicorne (Sarcocornia fruticosa), de la salicorne glauque (Arthrocnemum macrostachyum), de la soude (Suaeda splendens) et du Limonium cossonianum. Et, à une moindre échelle, de tamaris (Tamarix boveana).
- Roselière, où l'eau douce est plus accessible, et qui est dominée par l'espèce roseau commun.

Les plantes halophiles ont réussi à s'adapter à ces sols en s'acclimatant à l'excès de sel par diverses stratégies: excréter le sel par des glandes, le diluer dans des tissus chargés d'eau ou même le concentrer sur certaines feuilles qu'ensuite elles laissent mourir. Autrefois, une matière première, le carbonate de soude, était extraite de ces espèces de soudes et de salicornes.
Toutes ces plantes halophiles concentrent dans leurs feuilles une grande accumulation de sels de sodium, composé chimique qui était utilisé comme matière première pour l'élaboration de vitres et miroirs, ainsi que de savons. En fait, le nom de sodium a été pris directement, lorsque cet élément a été découvert, de l'un des végétaux dont était extraite la soude. Le carbonate de sodium était extrait de ces plantes par calcination dans des fours creusés dans la terre. Les cendres en résultant étaient commercialisées sous forme de pierres dénommées soudes. La plupart des miroirs et verres élaborés en Europe jusqu'au début du XIXe siècle utilisaient la soude originaire des ports de Carthagène et Alicante.
La faune aviaire de cette zone humide comprend: le pluvier à collier interrompu, le goéland d'Audouin, le bécasseau variable et le tarier pâtre (saxicola rubicola).